# Marie Gaspard
Pour les articles homonymes, voir Gaspard.
Marie Gaspard (née le 11 avril 1978 à Remiremont) est une kayakiste française pratiquant le slalom.

## Palmarès

### Championnats du monde de slalom
- 2006 à Prague
  -  Médaille d'or en K1 par équipe

### Championnats d'Europe de slalom
- 2006 à L'Argentière-la-Bessée
  -  Médaille de bronze en K1 par équipe